# 성낙서

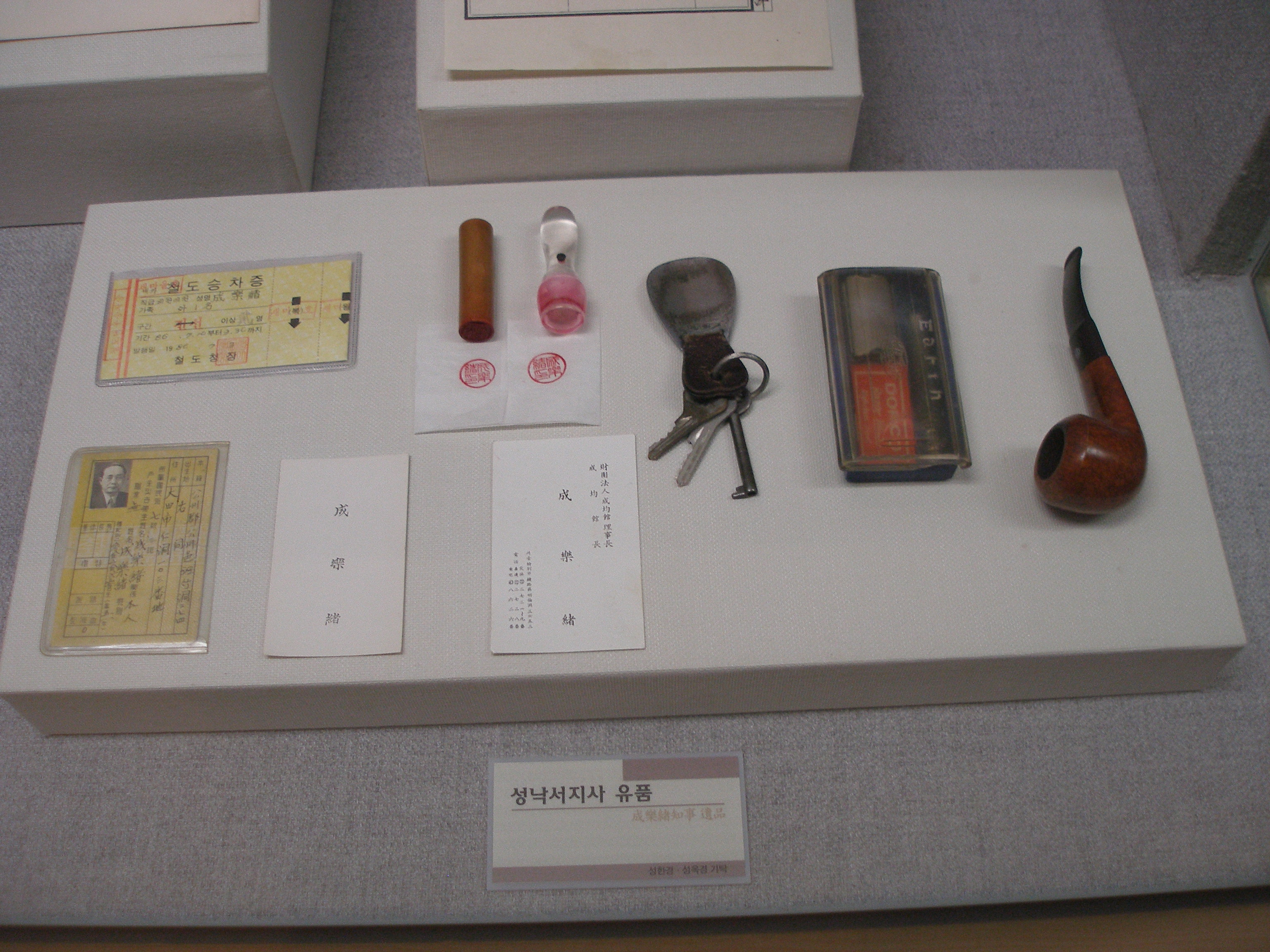
성낙서 충청남도지사의 유품

성낙서(成樂緖, 1905년 ~ 1988년 11월 24일, 충남 공주)는 대한민국의 교육자, 정치인이다.

## 약력
- 1930년 경성제국대학 문학부를 졸업하였다.
- 중앙불교전문학교 강사, 이화여전 교수를 역임했다.
- 1948년 5월 10일 : 제헌 국회의원(충남 대전)
- 충청남도지사, 충남대학교 총장을 역임했다.

## 역대 선거 결과
|  | 44.42% |

|  | 15.58% |

|  | 4.81% |

## 참고 자료
- 성낙서 - 대한민국헌정회
- 《대한민국 의정총람》, 국회의원총람발간위원회, 1994년

| 전임 진헌식 | 제3대 충청남도지사 1952년 9월 9일 ~ 1954년 9월 27일 | 후임 이기세 |